# 湘南急行
湘南急行（しょうなんきゅうこう、英語表記：Shonan Express）は、2002年（平成14年）3月23日から2004年（平成16年）12月10日までの間、小田急電鉄が運行していた列車種別。

## 概要
東日本旅客鉄道（JR東日本）の湘南新宿ラインに対抗する目的で、2002年（平成14年）3月23日に多摩急行とともに登場したが、2004年（平成16年）12月11日のダイヤ改正にて停車駅を従来の急行より少なくした「快速急行」の登場に伴い廃止となり、登場から2年半の短命に終わった種別であった。

## 方向幕
方向幕の表示は、多摩急行と同様に「湘南急行」のように「湘南」がオレンジ色で「急行」が赤色と、複数の色を混用した珍しい表記であった。停車駅案内図ではオレンジ色単色で案内されていた。この停車駅案内図での色使いは快速急行に引き継がれている。

## 運行形態
小田急小田原線新宿 - 江ノ島線藤沢間に、日中1時間2本、全区間を分割・併合のない10両編成で運転していた。湘南方面へは藤沢駅で東海道線に乗り換える必要があったが、新宿駅 - 藤沢駅間を最短57分で結んでいた。新宿 - 相模大野間では、小田原線の急行と合わせてほぼ10分間隔になるよう運行された。廃止後から2016年3月までは、代々木上原 - 新百合ヶ丘間の部分を多摩急行が担っており、従前からの10分間隔運転を維持していた。2016年3月のダイヤ改正後も、この区間では急行の平均10分間隔が維持されている。
登場から2003年（平成15年）3月28日までは、土休日の一部列車が藤沢 - 片瀬江ノ島間を延長し、新宿 - 片瀬江ノ島間を結んでいた。

## 停車駅
新宿駅 - 代々木上原駅 - 下北沢駅 - 成城学園前駅 - 登戸駅 - 向ヶ丘遊園駅 - 新百合ヶ丘駅 - 町田駅 - 相模大野駅 - 中央林間駅 - 大和駅 - 湘南台駅 - 藤沢駅 - （片瀬江ノ島駅）
急行が停車する長後駅と南林間駅は通過していた。この相模大野駅以南の江ノ島線内（厳密には新百合ヶ丘駅以南からの）停車駅は後の快速急行に受け継がれている。
現在の急行停車駅である経堂駅は当時は急行通過駅であった。